# Милоевич, Алекса
Алекса Милоевич (серб. Алекса Милојевић; род. 8 января 2000, Ягодина) — сербский футболист, вратарь клуба «Бачка».

## Карьера

### Клубная карьера
Милоевич — воспитанник футбольной школы «Ягодины». После того, как Джордже Николич в начале 2016 года получил травму, Алекса отправился на сбор с основной командой в Анталию, где принял участие в нескольких контрольных матчах. В весенней части сезона 2015/16 Милоевич регулярно попадал в заявку на матчи, но на поле появился только 21 мая во встрече с ОФК, выйдя на замену вместо Лазара Татича. В отведённые ему полчаса игрового времени Алекса пропустил один мяч, а его команда потерпела поражение со счётом 2:6.

### Карьера в сборной
Алекса привлекался к играм юношеских сборных Сербии (до 15) и (до 16 лет).